# Rugby union vid olympiska sommarspelen 1924
Rugby union vid olympiska sommarspelen 1924 avgjordes bestod enbart av tre matcher, vilka spelades mellan den 4 och 18 maj 1924. Matcherna spelades på Colombes Olympiastadion. Totalt deltog 54 spelare från tre länder.

## Medaljörer
| Spel                | Guld | Silver | Brons |
| Herrarnas turnering | USA · Charles Austin · R. Brown · John Cashel · Philip Clark · Norman Cleaveland · Hugh Cunningham · Dudley DeGroot · Robert Devereux · George Dixon · Charles Doe · Linn Farrish · Edward Graff · C. Grondona · Joseph Hunter · Richard Hyland · Caesar Mannelli · Charles Mehan · John Muldoon · William Muldoon · John O'Neil · John Patrick · William Rogers · Rudolph Scholz · Colby Slater · Norman Slater · Charles Lee Tilden, Jr. · Edward Turkington · Alan Valentine · Alan Williams | Frankrike · F. Abraham · René Araou · Jean Bayard · Louis Béguet · André Béhotéguy · Marcel Besson · Alexandre Bioussa · Étienne Bonnes · François Borde · Adolphe Bousquet · Aimé Cassayet-Armagnac · F. Cayrol · François Clauzel · Clément Dupont · Albert Dupouy · Jean Etcheberry · E. Frayssinet · Henri Galau · Gilbert Gérintès · Charles-Antoine Gonnet · Raoul Got · Adolphe Jauréguy · René Lasserre · Louis Lepatey · Marcel-Frédéric Lubin-Lebrère · Camille Montade · Roger Piteu · Étienne Piquiral · Eugène Ribère · Jean Vaysse | Rumänien · Nicolae Anastasiade · Dumitru Armăşel · Gheorghe Benția · J. Cociociaho · Constantin Cratunescu · Teodor Florian · Petre Ghiţulescu · Ion Gîrleşteanu · Octav Luchide · Jean Henry Manu · Nicolae Mărăscu · Teodor Marian · Sorin Mihăilescu · Paul Nedelcovici · Iosif Nemeş · Eugen Sfetescu · Mircea Sfetescu · Soare Sterian · Mircea Stroescu · Atanasie Tănăsescu · Mihai Vardala · Paul Vidraşcu · Dumitru Volvoreanu |

## Turneringen
I turneringen spelades tre matcher.Den första spelades den 4 maj, när Frankrike mötte Rumänien, det franska laget vann med 61 - 3, med rekordmånga 13 försök.
Följande söndag möttes USA och Rumänien, och amerikanerna vann en stor seger även om rumänerna spelade ett bra försvarsspel och lyckades hålla resultatet nere så att det blev 39 - 0 till USA.
Finalmatchen spelades den 18 maj, mellan Frankrike och USA på Colombes Olympiastadion framför en mycket partisk publik på ungefär 50 000 personer. Amerikanerna överraskade och vann med 17 - 3, de gjorde fem försök mot Frankrikes enda. Det franska laget tog förlusten bra, det gjorde dock inte publiken. En amerikansk avbytare blev attackerad och både hans lagkamrater och domaren Albert Freethy behövde polisbeskydd när de skulle lämna arenan.